# Destructoid
Destructoid — веб-сайт игровой тематики в формате блога, основанный в марте 2006 года Янером Гонсалесом (англ. Yanier Gonzalez). Является частью сети Enthusiast Gaming. С 2008 года Destructoid занимается учреждением благотворительных фондов; так, в 2008 году сайтом был проведён игровой марафон, выручка с которого пошла на помощь онкобольным детям.

## Награды
Destructoid номинировался на награды в сфере игровой индустрии. В 2007 году сайт номинировался на Games Media Awards в категории «Некомерческие веб-сайты или блоги». 
В 2009 году Destructoid был номинирован International Academy of Digital Arts and Sciences в категории «Сайты, связанные с компьютерными играми».